# Loudon (Tennessee)
Pour les articles homonymes, voir Loudon.
La ville américaine de Loudon est le siège du comté de Loudon, dans l’État du Tennessee. Lors du recensement de 2000, sa population s’élevait à 4 476 habitants.

## Lieux d’intérêt dans le comté
- La rivière Clinch.
  - Barrage Melton Hill
- La rivière Tenessee
  - Fort Loudon barrage et écluse.
- Le pont Charles Vanden Bulck sur le Tennessee State Route 95 et rivière Clinch, dedié au lieutenant-colonel du projet Manhattan d'origine Belge.

## Source
- (en) Cet article est partiellement ou en totalité issu de l’article de Wikipédia en anglais intitulé « Loudon, Tennessee » (voir la liste des auteurs).